# Eriogonum leptophyllum
Eriogonum leptophyllum är en slideväxtart som först beskrevs av Torr. & Gray, och fick sitt nu gällande namn av Woot. & Standl.. Eriogonum leptophyllum ingår i släktet Eriogonum och familjen slideväxter. Utöver nominatformen finns också underarten E. l. vallis-rubrum.